# شاه غالب (زيلايي)
شاه غالب (بالفارسية: شاه غالب) هي قرية تقع في إيران في قسم زیلایی الريفي. يقدر عدد سكانها بـ 85 نسمة بحسب إحصاء 2016.